# Dereveance, Ostroh
Dereveance (în ucraineană Дерев'янче) este un sat în comuna Bilașiv din raionul Ostroh, regiunea Rivne, Ucraina.

## Demografie
Componența lingvistică a localității Dereveance
     Ucraineană (100%)
Conform recensământului din 2001, toată populația localității Dereveance era vorbitoare de ucraineană (100%).